# Gerald Sussman
Gerald Jay Sussman (Estados Unidos, 8 de fevereiro de 1947) é o professor de engenharia elétrica da Panasonic no Instituto de Tecnologia de Massachusetts (MIT). Ele recebeu seu SB e Ph.D. em matemática pelo MIT em 1968 e 1973, respectivamente. Ele está envolvido em pesquisas de inteligência artificial (IA) no MIT desde 1964. Sua pesquisa se concentrou no entendimento das estratégias de solução de problemas usadas por cientistas e engenheiros, com os objetivos de automatizar partes do processo e formalizá-lo para fornecer métodos mais eficazes de ensino de ciências e engenharia. Sussman também trabalhou em linguagens de computador, em arquitetura de computadores e no design VLSI (Very Large Scale Integration).

## Educação
Sussman participaram do Instituto de Tecnologia de Massachusetts como uma graduação e recebeu seu BS em matemática em 1968. Ele continuou seus estudos no MIT e obteve um Ph.D. em 1973, também em matemática, sob a supervisão de Seymour Papert. Sua tese de doutorado foi intitulada "Um Modelo Computacional de Aquisição de Habilidades", com foco em inteligência artificial e aprendizado de máquina, usando um modelo de desempenho computacional chamado HACKER.

## Carreira acadêmica
Sussman é co-autor (com Hal Abelson e sua esposa Julie Sussman) do livro introdutório de ciência da computação, Structure and Interpretation of Computer Programs. Foi usado no MIT por várias décadas e foi traduzido para vários idiomas.
As contribuições de Sussman à inteligência artificial incluem solução de problemas depurando planos quase corretos, propagação de restrições aplicadas à análise e síntese de circuitos elétricos, explicação baseada em dependências e backtracking baseado em dependências e várias estruturas de linguagem para expressar estratégias de solução de problemas. Sussman e seu ex-aluno, Guy L. Steele Jr., inventaram a linguagem de programação Scheme em 1975.
Sussman viu que as ideias de inteligência artificial podem ser aplicadas ao desenho assistido por computador (CAD). Sussman desenvolveu, com seus alunos de graduação, sofisticadas ferramentas de design auxiliadas por computador para Very Large Scale Integration (VLSI). Steele fez os primeiros chips Scheme em 1978. Essas ideias e a tecnologia CAD baseada em IA para apoiá-las foram desenvolvidas nos chips Scheme de 1979 e 1981. A técnica e a experiência desenvolvidas foram usadas para projetar outros computadores para fins especiais. Sussman foi o principal projetista do Digital Orrery, uma máquina projetada para fazer integrações de alta precisão para experimentos de mecânica orbital. O Orrery foi projetado e construído por algumas pessoas em poucos meses, usando ferramentas de simulação e compilação baseadas em IA.
Usando o Digital Orrery, Sussman trabalhou com Jack Wisdom para descobrir evidências numéricas de movimentos caóticos nos planetas externos. O Digital Orrery agora está aposentado na Smithsonian Institution em Washington, D.C. Sussman também foi o designer-chefe do Supercomputer Toolkit, outro computador multiprocessador otimizado para a evolução de sistemas de equações diferenciais comuns. O Supercomputer Toolkit foi usado por Sussman e Wisdom para confirmar e estender as descobertas feitas com o Digital Orrery para incluir todo o sistema planetário.
Sussman foi pioneiro no uso de descrições computacionais para comunicar idéias metodológicas no ensino de disciplinas em circuitos elétricos e em sinais e sistemas. Na última década, Sussman e Wisdom desenvolveram um assunto que utiliza técnicas computacionais para comunicar uma compreensão mais profunda da mecânica clássica avançada. Em Computer Science: Reflections on the Field, Reflections from the Field, ele escreve "[...] algoritmos computacionais são usados para expressar os métodos usados na análise de fenômenos dinâmicos. Expressar os métodos em uma linguagem de computador os força a serem inequívocos e computacionalmente eficazes. Os alunos deverão ler os programas, estendê-los e escrever novos. A tarefa de formular um método como um programa executável por computador e depurar esse programa é um exercício poderoso no processo de aprendizado. Além disso, uma vez formalizada processualmente, uma ideia matemática se torna uma ferramenta que pode ser usada diretamente para calcular resultados". Sussman e Wisdom, com Meinhard Mayer, produziram um livro, Structure and Interpretation of Classical Mechanics, para capturar essas novas ideias.
Sussman e Abelson também fizeram parte do movimento do software livre, incluindo a liberação do Scheme MIT/GNU como software livre e atuando no Conselho de Administração da Free Software Foundation.
O trabalho de Sussman é apresentado em muitos vídeos, como: com Hal Abelson em uma versão completa de vinte palestras do curso SICP do MIT, para LispNYC, na Conferência Internacional sobre Sistemas Complexos, para Universidade ArsDigita, e dando a palestra em uma conferência em Strange Loop.

## Prêmios e organizações
Por suas contribuições para o ensino de ciências da computação, Sussman recebeu o Prêmio Karl Karlstrom de Educador de Associação de Máquinas de Computação (ACM), em 1990, e o prêmio Amar G. Bose, por lecionar em 1991.
Sussman e Hal Abelson são os únicos diretores fundadores ainda ativos no conselho de administração da Free Software Foundation (FSF).
Sussman é membro do Instituto de Engenheiros Elétricos e Eletrônicos (IEEE), membro da Academia Nacional de Engenharia (NAE), membro da Associação para o Avanço da Inteligência Artificial (AAAI), membro da Associação de Computação Machinery (ACM), membro da Associação Americana para o Avanço da Ciência (AAAS), membro da Academia de Ciências de Nova Iorque (NYAS) e membro da Academia Americana de Artes e Ciências . Ele também é um chaveiro, membro vitalício do American Watchmakers-Clockmakers Institute (AWI), membro da Massachusetts Watchmakers-Clockmakers Association (MWCA), membro do Amateur Telescope Makers of Boston (ATMOB) e membro da American Radio Relay League (ARRL).

## Vida pessoal
Gerald Sussman é casado com a programadora de computadores Julie Sussman. Ela se formou no MIT e também estudou vários idiomas, incluindo francês, russo, alemão, chinês, japonês, norueguês, sueco, holandês, hebraico e servo-croata. Ela escreveu livros sobre software e um livro sobre caracteres chineses todos os dias.